# Баранникова, Лидия Ивановна
Ли́дия Ива́новна Бара́нникова (16 августа 1915 — 14 ноября 2002) — советский и российский лингвист и организатор науки, основатель саратовской лингвистической школы, доктор филологических наук, профессор кафедры общего и славяно-русского языкознания Саратовского государственного университета, заслуженный профессор Саратовского госуниверситета.

## Биография
В 1932 г. окончила школу в Саратове.
В 1936 г. окончила филологический факультет Саратовского педагогического института и в этом же году была зачислена в аспирантуру по кафедре русского языка к профессору А.М. Лукьяненко.
В 1939 г. защитила кандидатскую диссертацию, посвященную специфике русских саратовских переходных говоров.
В 1968 г. защитила докторскую диссертацию «Русские народные говоры в советский период (К проблеме соотношения языка и диалекта)».
Работала на кафедре русского языка Саратовского педагогического института, была деканом факультета русского языка и литературы.
Являлась профессором кафедры русского языка Саратовского государственного университета.
Основала и возглавила кафедру общего и славяно-русского языкознания Саратовского государственного университета.

## Научная деятельность
В 1937 году являлась участником диалектологической экспедиции, которую организовал Институт русского языка АН СССР под руководством академиков Ф.П. Филина и Б.А. Ларина.
Несколько десятилетий Лидия Ивановна возглавляла работу поволжских диалектологов по созданию Атласа русских говоров Среднего и Нижнего Поволжья.
Под ее руководством подготовлены и успешно защищены 70 кандидатских и 10 докторских диссертаций.
Лидия Ивановна автор более 160 работ.

## Публикации

### Книги и монографии
- Баранникова Л. И. Русские народные говоры в советский период: (К проблеме соотношения языка и диалекта). — Саратов: СГУ, 1967. — 206 с.
- Баранникова Л. И. Сущность интерференции и специфика её проявления. — 1972.
- Баранникова Л. И. Введение в языкознание: Учебное пособие. — Саратов: СГУ, 1973. — 383 с.
- Баранникова Л. И. Просторечие как особый социальный компонент языка. — 1974.
- Баранникова Л. И. Говоры территорий позднего заселения и проблема их классификации. — 1975.
- Баранникова Л. И. К проблеме соотношения русского литературного языка и общенародного койне. — 1981.
- Баранникова Л. И. Основные сведения о языке. — 1985.
- Баранникова Л. И. О месте разговорной речи в функциональной парадигме русского языка. — 1985.
- Баранникова Л. И. Атлас русских говоров Среднего и Нижнего Поволжья. — Саратов: СГУ, 2000. — 103 с. — ISBN 5292024996.
- Баранникова Л. И. Язык и общество. — Саратов: СГУ, 1967. — 284 с.
- Баранникова Л. И. Сборник упражнений по русской диалектологии. — М.: Высшая школа, 1980. — 176 с.
- Баранникова Л. И. Актуальные проблемы лексикологии и стилистики. — Саратов: СГУ, 1993. — 158 с.
- Баранникова Л. И. Общее и русское языкознание: избранные работы. — УРСС, 2005. — 252 с. — ISBN 5484001315.
- Баранникова Л. И. Проблемы развития языка: лексические и грамматические особенности древнерусского языка: межвузовский научный сборник. — Саратов: СГУ, 1984. — 160 с.
- Баранникова Л. И. Формирование и развитие говоров территорий позднего заселения. — Саратов: СГУ, 1987. — 153 с.
- Баранникова Л. И. Современные процессы в русских народных говорах. — Саратов: СГУ, 1991. — 140 с. — ISBN 5292012475.
- и другие…